# Vieni a vivere con me
Vieni a vivere con me (Come Live with Me) è un film del 1941 diretto da Clarence Brown e interpretato da James Stewart, Hedy Lamarr e Ian Hunter. Basato su una storia di Virginia Van Upp, il film parla di una bellissima viennese che per ottenere la cittadinanza degli Stati Uniti organizza un matrimonio di convenienza con uno scrittore in difficoltà.
Il titolo del film è ispirato dal verso iniziale della poesia di Christopher Marlowe "The Passionate Shepherd to His Love" ("Vieni a vivere con me e sii il mio amore").

## Trama
Una ragazza austriaca, entrata clandestinamente negli Stati Uniti, viene scoperta e rischia di essere rimpatriata. La soluzione per ottenere la carta verde è sposare un americano ma la donna ha una relazione clandestina con un uomo purtroppo sposato che però è anche un famoso editore e insieme decidono che la soluzione più semplice è che l’amante trovi un giovane squattrinato che accetti di sposarla in cambio di un compenso e poter così rimanere negli Stati Uniti. La donna propone l’accordo ad uno scrittore in difficoltà economiche che però inizialmente rifiuta per orgoglio ma poi finisce per accettare a condizione che lei gli paghi solo lo stretto indispensabile per comprare carta e altri articoli di cancelleria per poter continuare a scrivere. A quel punto lo scrittore ha l’idea di scrivere un romanzo sulla strana storia che lo coinvolge con la bellissima donna misteriosa di cui nel frattempo si è innamorato. Dopo un po’ lei riesce a convincerlo a far leggere il manoscritto al suo amante editore ma nel momento in cui quest’ultimo lo
legge è presente anche la moglie di lui la quale capisce immediatamente che il romanzo parla di suo marito e della sua amante.
Alla fine la bellissima straniera sposerà lo scrittore squattrinato avendo nel frattempo scoperto di amarlo e faranno fortuna con un romanzo sulla loro storia.

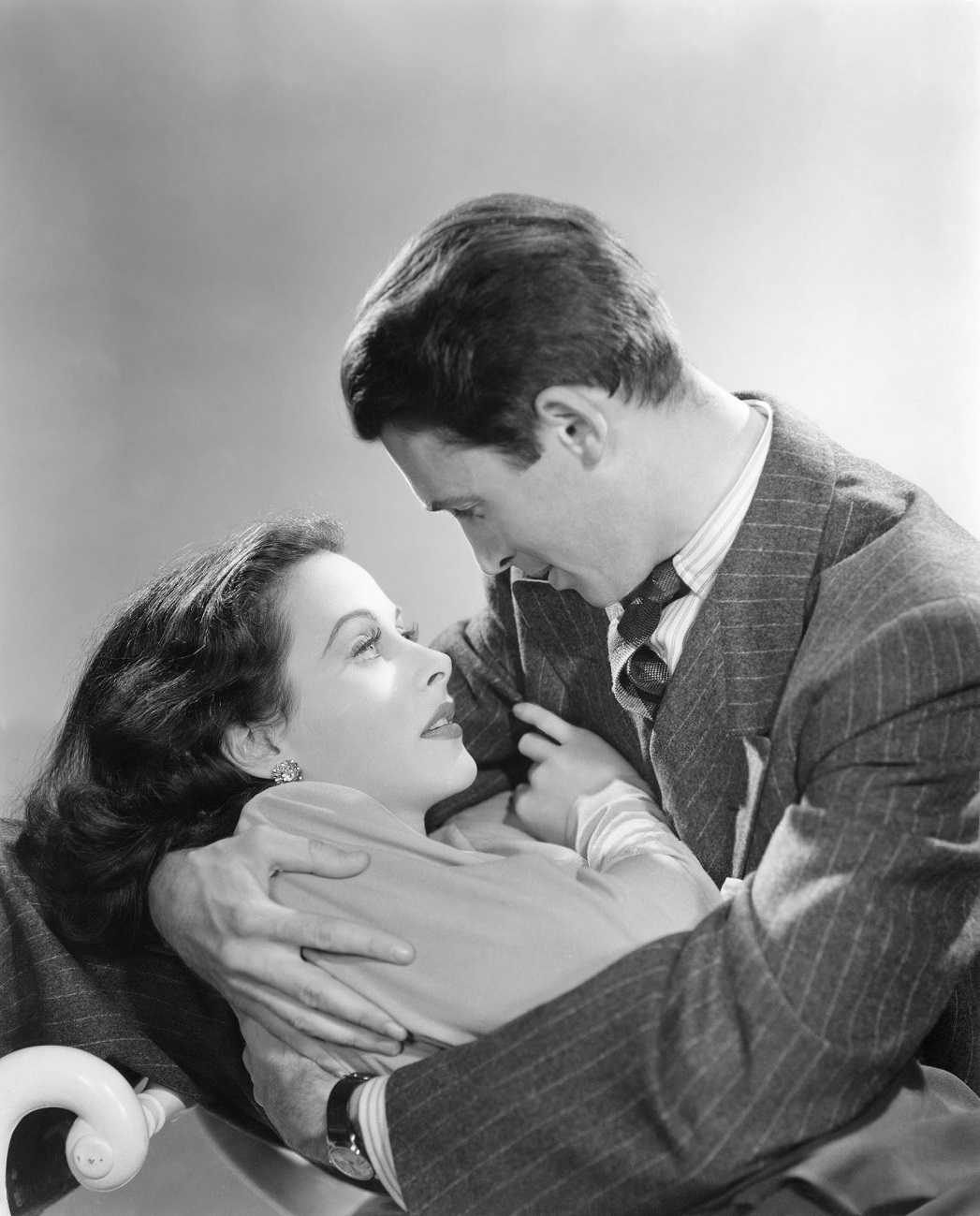
Hedy Lamarr e James Stewart in una foto pubblicitaria.

## Produzione
Prodotto dalla Metro-Goldwyn-Mayer (MGM) (con il nome Loew's Inc.), le riprese si svolsero dal 7 ottobre al 30 novembre del 1940. La prima del film si tenne a Los Angeles il 29 gennaio del 1941 e fu distribuito negli stati Uniti due giorni dopo.
L'idea di base fu ripresa nel film del 1991 Green Card - Matrimonio di convenienza.

## Distribuzione

### Data di uscita
Il film venne distribuito in varie nazioni, fra cui:
- Stati Uniti d'America, Come Live with Me  29 gennaio 1941
- Svezia, Inte ikväll, min vän! 20 dicembre 1941
- Finlandia, Aviomies käteisellä 24 maggio 1942
- Francia, Viens avec moi 23 novembre 1949

## Curiosità
L'attrice caratterista Adeline De Walt Reynolds, classe 1862, fece il suo debutto cinematografico con questa pellicola all'età di 79 anni, impersonando la nonna del protagonista. Successivamente ha recitato in circa 25 film e in numerose produzioni televisive.

### Critica
La critica è benevola sottolineando i dialoghi definiti «spumeggianti».